# Dammsjön (Söderhamns socken, Hälsingland)
Dammsjön är en sjö i Söderhamns kommun i Hälsingland och ingår i Norralaån-Ljusnans kustområde. Sjön har en area på 0,137 kvadratkilometer och ligger 8,7 meter över havet.

## Delavrinningsområde
Dammsjön ingår i det delavrinningsområde (679320-157272) som SMHI kallar för Utloppet av Dammsjön. Medelhöjden är 13 meter över havet och ytan är 0,54 kvadratkilometer. Räknas de 8 avrinningsområdena uppströms in blir den ackumulerade arean 11,69 kvadratkilometer. Avrinningsområdets utflöde Gussisjöån mynnar i havet. Avrinningsområdet består mestadels av skog (73 procent). Avrinningsområdet har 0,13 kvadratkilometer vattenytor vilket ger det en sjöprocent på 24,7 procent. Bebyggelsen i området täcker en yta av 0,01 kvadratkilometer eller 1 procent av avrinningsområdet.